# Montboissier
Montboissier – miejscowość i gmina we Francji, w Regionie Centralnym, w departamencie Eure-et-Loir.
Według danych na rok 1990 gminę zamieszkiwało 277 osób, a gęstość zaludnienia wynosiła 20 osób/km² (wśród 1842 gmin Centre, Montboissier plasuje się na 864. miejscu pod względem liczby ludności, natomiast pod względem powierzchni na miejscu 946.).